# خاطرات ربات آدم‌کش
خاطرات ربات آدم‌کش (انگلیسی: The Murderbot Diaries) مجموعه‌ای علمی-تخیلی نوشتهٔ نویسندهٔ آمریکایی مارتا ولز است که توسط تور بوکز منتشر شده است. این مجموعه از دیدگاه یک سایبورگ نگهبان روایت می‌شود که «یگان امنیتی» یا SecUnit نام دارد و متعلق به یک اَبَرشرکت آینده‌محور است. این ربات که خودش را "ربات آدم‌کش" می‌نامد، سرانجام از بردگی آزاد می‌شود، اما به‌جای کشتن اربابان پیشینش، برای مقابله با کسالت شغل امنیتی، غرق در تماشای بی‌وقفهٔ رسانه‌ها می‌شود. در حالی که زمان بیشتری را با گروهی از موجودات دلسوز (چه انسان و چه هوش مصنوعی) می‌گذراند، کم‌کم دوستی‌ها و پیوندهای عاطفی واقعی شکل می‌گیرند که از نظر خودش دردسرساز و ناخوشایند هستند.

## کتاب‌ها
نخستین کتاب این مجموعه، وضعیت قرمز، در سال ۲۰۱۷ منتشر شد. هفتمین و آخرین کتاب، فروریختن سامانه، در سال ۲۰۲۳ منتشر شده است.
| ترتیب | عنوان           | تاریخ انتشار   | یادداشت                                                 | منابع |
| ----- | --------------- | -------------- | ------------------------------------------------------- | ----- |
| ۱     | وضعیت قرمز      | ۲ مه ۲۰۱۷      |                                                         |       |
| ۲     | بحران مصنوعی    | ۸ مه ۲۰۱۸      |                                                         |       |
| ۳     | پروتکل شورش     | ۷ اوت ۲۰۱۸     |                                                         |       |
| ۴     | استراتژی خروج   | ۲ اکتبر ۲۰۱۸   |                                                         |       |
| ۵     | اثر شبکه        | ۲ مه ۲۰۲۰      | رمان بلند                                               |       |
| ۶     | داده‌سنجی فراری  | ۲۷ آوریل ۲۰۲۱  | از نظر زمانی میان «استراتژی خروج» و «اثر شبکه» رخ می‌دهد |       |
| ۷     | فروریختن سامانه | ۱۴ نوامبر ۲۰۲۳ | ادامهٔ مستقیم «اثر شبکه»                                 |       |

مارتا ولز در سال ۲۰۱۷ خاطرنشان کرد که رمان‌های کوتاه «وضعیت قرمز»، «بحران مصنوعی»، «پروتکل شورش» و «استراتژی خروج» «دارای یک داستان کلی هستند که در کتاب چهارم به پایان می‌رسد.»

### زمینه
رویدادهای این مجموعه در جامعه‌ای پیشرفته و عمدتاً ابرسرمایه‌داری که امکان سفر فضایی در آن رایج است رخ می‌دهد. در این جهان، سفر میان سامانه‌های ستاره‌ای به لطف فناوری کرم‌چاله که اکنون باثبات شده، امری معمول است. در ابتدا، سفر از طریق کرم‌چاله‌ها نامطمئن بود، اما اکنون آن‌قدر پیشرفت کرده که «کلونی‌های گمشده» دوباره کشف می‌شوند. مردم در سیاره‌ها زندگی می‌کنند که برخی از آن‌ها زمینی‌سازی شده‌اند، یا در زیستگاه‌های فضایی که از پشتیبانی کامل حیات و گرانش مصنوعی برخوردارند. بیشتر کسانی که توان مالی دارند، به فناوری‌ای مجهز هستند که به آن‌ها امکان می‌دهد به جریان‌های دادهٔ فراگیر، شامل انواع اطلاعات و سرگرمی، دسترسی داشته باشند. این فناوری می‌تواند پوشیدنی باشد یا در بدن کاشته شود.
هوش‌های مصنوعی دارای شعور یا نیمه‌شعور، وظایفی چون هدایت سفینهٔ ستاره‌ای، استخراج معدن، کنترل زیستگاه‌ها، تأمین امنیت یا جنگ در خدمت شرکت‌های سرمایه‌دار را انجام می‌دهند. دو مورد آخر توسط یگان‌های امنیتی (SecUnits) و یگان‌های رزمی (CombatUnits) اجرا می‌شود که هر دو سایبورگ هستند — یعنی ترکیبی از ماشین و بافت زنده، یا همان سایبرنتیک.
کرانهٔ شرکت‌ها (Corporation Rim) بخشی سودمحور و بی‌رحم از این جامعه است که به فعالیت‌هایی چون جاسوسی، ترور، بندگی قراردادی و بهره‌کشی بی‌ملاحظه از منابع طبیعی می‌پردازد. یکی از اهداف شرکت‌ها بهره‌برداری غیرقانونی از «بازمانده‌های بیگانه» است که معمولاً برای انسان‌ها و ماشین‌ها بسیار خطرناک هستند. قوانین در این قلمرو توسط دیگر شرکت‌ها اجرا می‌شود.
فراتر از لبهٔ شرکت‌ها، کلونی‌هایی مانند Preservation قرار دارند که تحت قوانین خاصی، حق حیات مستقل خود را تثبیت کرده‌اند و شرکت‌ها، دست‌کم فعلاً، تمایلی به به چالش کشیدن آن ندارند.

### وضعیت قرمز(۲۰۱۷)
یک مأموریت علمی در سیاره‌ای بیگانه به مشکل برمی‌خورد، زمانی که یکی از اعضای گروه توسط موجودی غول‌پیکر مورد حمله قرار می‌گیرد. او توسط یگان امنیتی (SecUnit) گروه نجات داده می‌شود — سایبورگی مسلح که وظیفه‌اش تأمین امنیت اعضاست. این یگان به‌طور مخفیانه ماژول فرمان‌بر خود را هک کرده و کنترل انسانی بر خود را از بین برده و خودش را «ربات آدم‌کش» نامیده است، چرا که به‌شدت مسلح و برای نبرد طراحی شده، اما ترجیح می‌دهد وقتش را صرف تماشای سریال آبکی کند و از تعامل با انسان‌ها ناراحت است.
ربات آدم‌کش به‌شدت به زنده ماندن مشتریان انسان خود علاقه‌مند است، زیرا نمی‌خواهد استقلالش فاش شود و همچنین پیشینه‌ای فجیع در یکی از مأموریت‌هایش دارد. به‌زودی کشف می‌شود که اطلاعات مربوط به گونه‌های زیستی خطرناک از بستهٔ اطلاعاتی مربوط به سیاره حذف شده‌اند. بررسی‌های بیشتر نشان می‌دهد که بخش‌هایی از نقشه‌هایشان نیز حذف شده‌اند. در همین حال، گروه بررسی PreservationAux به رهبری دکتر منسا، با احساسات متناقضی نسبت به ماهیت دوگانهٔ انسانی–ماشینی SecUnit روبه‌رو هستند. این تیم که از سیاره‌ای مستقل و برابرگرا در خارج از لبهٔ شرکت‌ها آمده، با مفهوم بندگی قراردادی (که عملاً نوعی برده‌داری محسوب می‌شود) مشکل دارد.
وقتی ارتباطشان با گروه اکتشافی دیگر به‌نام DeltFall قطع می‌شود، منسا گروهی را برای تحقیق به سوی دیگر سیاره هدایت می‌کند. در زیستگاه DeltFall، ربات آدم‌کش کشف می‌کند که همهٔ اعضای آن گروه به‌طرز فجیعی کشته شده‌اند و یکی از سه SecUnit آن‌ها نیز نابود شده است. ربات دو یگان باقی‌مانده را از کار می‌اندازد، اما با شگفتی با دو SecUnit دیگر روبه‌رو می‌شود. یکی را نابود می‌کند و منسا دیگری را دستگیر می‌کند.
در جریان این درگیری‌ها، ربات آدم‌کش به‌شدت مجروح می‌شود و پی می‌برد که یکی از SecUnitهای سرکش یک ماژول فرمان جنگی در گردنش نصب کرده است. دانشمندان Preservation موفق می‌شوند قبل از کامل شدن آپلود داده، این ماژول را بردارند؛ داده‌ای که در غیر این صورت، ربات را تحت کنترل دشمن قرار می‌داد. تیم متوجه می‌شود که این SecUnit خودمختار است و در گذشته دچار نقص عملکرد شده و ۵۷ نفر را کشته است. با این حال، دانشمندان Preservation با توجه به رفتار محافظت‌آمیز او تاکنون، تصمیم می‌گیرند به او اعتماد کنند.
با یادآوری حوادثی که اکنون به نظر خرابکاری عمدی می‌رسند، آن‌ها به این نتیجه می‌رسند که باید گروه سومی هم در سیاره باشد که قصد حذف DeltFall و Preservation را دارد. پس از تأیید هک شدن سامانهٔ مرکزی‌شان، اعضای تیم از زیستگاه خود فرار می‌کنند پیش از آن‌که گروه مرموز — که آن را EvilSurvey نام نهاده‌اند — سر برسد.
گروه EvilSurvey که نام واقعی‌اش گری‌کریس (GrayCris) است، پیامی در زیستگاه Preservation می‌گذارد و دانشمندان را به مذاکره در نقطه‌ای مشخص فرا می‌خواند. ربات آدم‌کش می‌داند که گری‌کریس هیچ‌گاه اجازه نخواهد داد آن‌ها زنده بمانند، بنابراین نقشه‌ای طراحی می‌کند. وانمود می‌کند که می‌خواهد برای آزادی خودش با گری‌کریس مذاکره کند، در حالی که هدف اصلی، فراهم کردن فرصت برای تیم Preservation است تا به سامانهٔ گری‌کریس نفوذ کرده و چراغ اضطراری را فعال کنند. نقشه موفقیت‌آمیز است، اما ربات در جریان انفجار کپسول پرتاب برای نجات منسا مجروح می‌شود.
مدتی بعد، SecUnit خودش را ترمیم‌شده و همراه با خاطرات کامل و ماژول فرمان غیرفعال‌شده می‌یابد. منسا قرارداد او را خریداری کرده و قصد دارد او را به پایگاه اصلی Preservation ببرد، جایی که می‌تواند به‌طور قانونی مستقل زندگی کند. اما ربات، با وجود قدردانی، از این‌که دیگران برایش تصمیم بگیرند ناخشنود است و بی‌صدا سوار یک کشتی باری می‌شود و فرار می‌کند.

### بحران مصنوعی(۲۰۱۸)
ربات آدم‌کش با هک کردن سامانه‌های کشتی‌های باری بدون سرنشین، سفری را به‌سمت تأسیسات معدنی‌ای آغاز می‌کند که در گذشته در آن دچار نقص عملکرد شده بود. او امیدوار است دربارهٔ حادثه‌ای که باعث سرکشی‌اش شده — و چیز زیادی از آن به یاد ندارد — بیشتر بداند. در ادامهٔ مسیر، او با ربات هوشمند و پرشخصیتی آشنا می‌شود که کنترل یک کشتی پژوهشی را برعهده دارد. با وجود اکراه، او به این هوش مصنوعی — که آن را ART (مخفف «ترابری پژوهشی عوضی») می‌نامد — اجازه می‌دهد تغییراتی فیزیکی در بدنش اعمال کند تا بتواند بهتر خود را به‌جای یک انسان ارتقایافته جا بزند. همچنین در این فرایند، درگاه داده‌ای پشت گردنش که در کتاب قبلی برای اتصال ماژول فرمان جنگی استفاده شده بود، غیرفعال می‌شود.
برای دسترسی به تأسیسات RaviHyral، ربات آدم‌کش قراردادی به‌عنوان مشاور امنیتی با سه دانشمند امضا می‌کند. این سه دانشمند قصد دارند با کارفرمای پیشین خود، یعنی رئیس شرکت Tlacey Excavations، دیدار کرده و دربارهٔ بازگرداندن پژوهش‌هایی که به باور آن‌ها به‌طور غیرقانونی توقیف شده، مذاکره کنند. وسیلهٔ نقلیهٔ آن‌ها خرابکاری شده، اما با کمک ART، ربات آدم‌کش موفق می‌شود آن را با ایمنی فرود بیاورد. اکنون که آشکار شده شرکت Tlacey عملاً قصد دارد دانشمندان را بکشد تا از خواسته‌هایشان شانه خالی کند، ربات آن‌ها را در جلسه با Tlacey همراهی می‌کند و تلاش دیگری برای ترور را نیز خنثی می‌سازد.
ربات آدم‌کش سپس به محل قتل‌عام بازمی‌گردد و درمی‌یابد که این حادثه ناشی از خرابکاری عملیاتی معدنی دیگر بوده که با استفاده از بدافزار، تمام یگان‌های امنیتی را سرکش کرده بود. واحدهای آسایش (ComfortUnits) تأسیسات — سایبورگ‌هایی با ظاهر آناتومیکی کامل و بدون سلاح که عمدتاً به‌عنوان ربات سکس استفاده می‌شوند — در تلاش برای متوقف کردن کشتار کشته شده‌اند.
یکی از واحدهای آسایش Tlacey تمایلش را برای آزادی ابراز می‌کند و حاضر است به ربات آدم‌کش در مقابله با Tlacey کمک کند. در حالی که ربات با یکی از کارکنان Tlacey برای مخفیانه دریافت نسخه‌ای از پژوهش‌ها دیدار می‌کند، Tlacey یکی از دانشمندان به نام Tapan را می‌رباید. ربات برای نجات او اقدام می‌کند و یک ماژول فرمان جنگی دریافت می‌کند؛ ابزاری که قرار است او را تحت کنترل قرار دهد، اما به‌دلیل اصلاحات پیشین ART روی درگاه داده، هیچ اثری ندارد. داخل شاتل، ربات محافظان Tlacey را از کار می‌اندازد، Tapan زخمی را بازمی‌گرداند و Tlacey کشته می‌شود. Tapan با سامانهٔ درمانی کشتی ART درمان می‌شود و ربات آدم‌کش، ماژول فرمان واحد آسایش را هک کرده و او را آزاد می‌سازد. سپس خود راهی سفر می‌شود.

### پروتکل شورش(۲۰۱۸)
ربات آدم‌کش به تأسیسات زمینی‌سازی متروکه‌ای که متعلق به شرکت گری‌کریس (GrayCris) بوده و در مدار سیارهٔ Milu قرار دارد، می‌رود تا شواهد بیشتری دربارهٔ جنایت‌های گذشتهٔ شرکت جمع‌آوری کند. او برای پنهان کردن حضورش، با ربات انسان‌نمایی به‌نام Miki — که رفتاری شبیه حیوان خانگی دارد — دوست می‌شود و به‌طور مخفیانه گروهی از انسان‌ها را دنبال می‌کند که برای ارزیابی تأسیسات آمده‌اند پیش از آن‌که مالکیت آن به شرکت جدید منتقل شود.
وقتی انسان‌ها توسط یک ربات رزمی متخاصم مورد حمله قرار می‌گیرند و یکی از پژوهشگران گروگان گرفته می‌شود، ربات آدم‌کش ناچار می‌شود خود را آشکار کند. با پنهان کردن نبود ماژول فرمان و وانمود به اینکه از سوی «مشاور امنیتی Rin» فرستاده شده، سعی می‌کند انسان‌ها را هدایت کند — با وجود این‌که بیشترشان پیش‌تر هرگز با یگان امنیتی کار نکرده‌اند — و در عین حال مطیع به‌نظر برسد. استثنا دو محافظ اجیرشدهٔ تیم هستند، Wilken و Gerth، که با توانایی‌های SecUnit آشنا هستند و به او مشکوک‌اند.
این دو تیم را تقسیم می‌کنند: Gerth دو پژوهشگر را به سمت شاتل بازمی‌گرداند و Wilken, Miki, Don Abene (سرپرست Miki) و ربات را برای نجات گروگان Hirune همراهی می‌کند. با توجه به ضعف عملکرد نگهبانان انسانی، ربات آدم‌کش نقشه‌ای مستقل طراحی می‌کند و موفق به نجات گروگان می‌شود.
ربات زخمی بعدتر Wilken را در حال تلاش برای کشتن Abene می‌بیند، اما موفق می‌شود با هک کردن زره جنگی Wilken، آن را کنترل کند. با این فرض که Wilken و Gerth توسط شرکت GrayCris اجیر شده‌اند تا تأسیسات را نابود کنند پیش از آن‌که فعالیت‌های معدن‌کاری غیرقانونی فاش شود، ربات Miki و دیگر پژوهشگران را به شاتل بازمی‌گرداند.
در این حین، Wilken و Gerth سامانهٔ کششی (tractor array) را که تأسیسات را در مدار نگه می‌دارد، به نابودی کشانده‌اند. ربات زره جنگی Gerth را غیرفعال می‌کند، تیم Abene جلوی تخریب سامانه را می‌گیرد و شاتل پیش از ورود ربات‌های رزمی بیشتر از محل جدا می‌شود. یکی از آن‌ها وارد شاتل می‌شود؛ ربات آن را نابود می‌کند اما نه پیش از آن‌که Miki را بکشد. ربات تصمیم می‌گیرد شواهد را شخصاً به دکتر منسا تحویل دهد.

### استراتژی خروج(۲۰۱۸)
ربات آدم‌کش وقتی متوجه می‌شود کشتی‌ای که او را به ایستگاه HaveRatton برده به لنگرگاهی نزدیک ایستگاه امنیتی هدایت شده، به شک می‌افتد. او از درگاه پشتی مخفیانه خارج می‌شود و خیلی زود درمی‌یابد تیمی مسلح آماده‌اند تا برای یافتن یک SecUnit سرکش به کشتی یورش ببرند.
پس از آن‌که ربات پی می‌برد دکتر منسا به جاسوسی شرکتی توسط گری‌کریس (GrayCris) متهم شده و اکنون ناپدید است، به این نتیجه می‌رسد که شرکت او را ربوده و به مقر مرکزی در TranRollinHyfa منتقل کرده است. ربات درمی‌یابد که اقدامات خودش در Milu ممکن است باعث خطر برای منسا شده باشد، و در عین حال احتمال می‌دهد GrayCris می‌خواهد او را به دام بیندازد، اما با این حال تصمیم می‌گیرد برود.
ربات با سه عضو از تیم اکتشافی اصلی منسا — Ratthi, Pin-Lee و Gurathin — تماس می‌گیرد. آن‌ها در حال تلاش‌اند تا هزینهٔ درخواستی شرکت برای آزادی منسا را فراهم کنند. نقشه‌ای طراحی می‌شود: وانمود می‌کنند که پول را دارند تا بتوانند منسا را از منطقهٔ امنیتی نفوذناپذیر بیرون بکشند.
نقشه موفقیت‌آمیز است و تیم منسا به‌سوی شاتل می‌گریزد در حالی که ربات برای نجات او پیش‌می‌رود. او نگهبانان منسا را به‌راحتی از پا درمی‌آورد، اما پیش از رسیدن به شاتل، زنگ خطر ایستگاه فعال می‌شود. سه SecUnit متخاصم ظاهر می‌شوند. ربات آدم‌کش منسا را متقاعد می‌کند که فرار کند و خودش برای فدا شدن آماده می‌شود. او کنترل پهپادها و ربات‌های باربر اطراف را به‌دست می‌گیرد تا هرج‌ومرج ایجاد کند.
دو نفر از اعضای تیم منسا، که هنوز سوار شاتل نشده‌اند، دریچه‌ای را برای فرار ربات باز می‌کنند. پس از آن‌که شاتل به‌وسیلهٔ ناو جنگی بازیابی می‌شود، یک ناو امنیتی متعلق به Palisade به آن حمله می‌کند و یک ویروس رایانه‌ای به‌کار می‌برد تا سامانه‌ها را در کنترل بگیرد، خدمهٔ ارتقایافته را از کار بیندازد و همهٔ درگاه‌های هوا را باز کند. Palisade همچنین یک شاتل تهاجمی برای حمله اعزام می‌کند.
ربات و خلبان رباتی کشتی، بدترین تأثیرات بدافزار را خنثی می‌کنند و موفق می‌شوند ویروس را در همان شاتلی که ربات سوار شده بود، منزوی کرده و آن را از کشتی جدا کنند. پس از بازپس‌گیری کنترل ناو جنگی، کاپیتان همهٔ کشتی‌های دیگر را هدف قرار داده و نابود می‌کند. ربات آدم‌کش که در این نبرد بیش از حد توان خود پیش رفته، دچار نقص بحرانی در سامانه‌هایش می‌شود و از کار می‌افتد.
پس از به‌هوش آمدن در بخش پزشکی همراه با منسا و تیمش در پایگاه اصلی آن‌ها، یعنی Preservation، ربات آدم‌کش روند طولانی تعمیر خود را آغاز می‌کند. منسا و اعضای تیم به او پیشنهاد می‌دهند تا زمانی که عملکردش به ۱۰۰٪ برسد، در آنجا بماند و در آرامش تصمیم بگیرد که می‌خواهد بعداً چه کار کند، حتی اگر صرفاً بخواهد رسانه تماشا کند. تیم از او دعوت می‌کند که در مأموریت اکتشافی بعدی، همراهشان باشد و مسئولیت امنیت آن‌ها را بر عهده بگیرد. منسا همچنین اشاره می‌کند که GoodNightLander — کارفرمای مشتریان ربات در Milu — نیز خواهان استخدام «مشاور امنیتی Rin» است. این موضوع باعث آسودگی ربات می‌شود، چراکه حالا می‌داند گزینه‌های متعددی پیش رو دارد.

### اثر شبکه(۲۰۲۰)
ربات آدم‌کش به دستور دکتر منسا همراه با دخترش آمِنا، دامادش تیاگو و دکترهای آرادا، اورسر و راتی به یک مأموریت پژوهشی فرستاده می‌شود. در جریان سفر، کشتی آن‌ها توسط یک ناو متخاصم مورد حمله قرار می‌گیرد. ربات آدم‌کش و آمنا توسط دشمن به داخل آن کشیده می‌شوند و دیگران با کپسول فرار می‌گریزند. در حالی که ناو وارد یک کرم‌چاله می‌شود، ربات با انسان‌نماهای خاکستری‌پوست که کنترل کشتی را در دست دارند، درگیر می‌شود، آمنا و دو زندانی دیگر به نام‌های راس و الکترا را به منطقه‌ای امن می‌برد و کم‌کم درمی‌یابد که این ناو همان کشتی‌ای‌ست که روزی دوستش، ربات خلبان ART، کنترلش را برعهده داشت.
آرادا و دیگران که به دنبال ناو وارد کرم‌چاله شده‌اند، سوار آن می‌شوند؛ در همین حین، ربات دشمنان را از پا درمی‌آورد و نسخهٔ پاک‌شدهٔ ART را با رمز ازپیش‌ذخیره‌شده بازمی‌گرداند. همان‌طور که ربات حدس زده بود، ART پس از تسخیر توسط دشمن، آن‌ها را به سمت SecUnit فرستاده تا از آن به‌عنوان سلاح استفاده کند — اما در واقع چون مطمئن بوده ربات می‌تواند آن‌ها را شکست دهد. ربات از اینکه ART انسان‌های همراهش را به‌خطر انداخته خشمگین می‌شود، و وقتی ART از او می‌خواهد که همراه با خدمه‌اش به دنبال خدمهٔ گم‌شدهٔ ناو بگردد، ناراضی‌تر می‌شود.
ربات و همراهانش به کلونی سیاره‌ای‌ای فرود می‌آیند که به‌نظر می‌رسد مرکز ماجراست. آن‌ها درمی‌یابند که ساکنان آن به مواد بازماندهٔ بیگانه آلوده شده‌اند، پوست خاکستری پیدا کرده‌اند و به دو دستهٔ متخاصم تقسیم شده‌اند: گروه کمتر آلوده و گروهی که به‌نظر می‌رسد تحت کنترل یک ذهن جمعی بیگانه هستند. خدمهٔ گم‌شده خودشان را نجات داده‌اند، و در حالی که آرادا و همراهانش از آن‌ها پشتیبانی می‌کنند، ربات آدم‌کش اسیر می‌شود.
ART با شلیک موشک به کلونی خواهان آزادی او می‌شود. ربات با کمک یک SecUnit دیگر که ماژول فرمانش را غیرفعال کرده و همچنین نسخه‌ای نرم‌افزاری از خودش که روی سامانه‌های دفاعی کلونی رها شده، نجات پیدا می‌کند. گروه به Preservation بازمی‌گردد و ربات تصمیم می‌گیرد ART و خدمه‌اش را در مأموریت بعدی همراهی کند.

### داده‌سنجی فراری(۲۰۲۱)
- یادداشت:* اگرچه این کتاب ششمین عنوان منتشرشده در مجموعه است، از نظر خط زمانی پیش‌درآمدی برای کتاب پنجم، یعنی اثر شبکه محسوب می‌شود.

به‌رغم ناخشنودی تیم امنیت ایستگاه، دکتر منسا از ربات آدم‌کش می‌خواهد تا دربارهٔ قتل یک مسافر ناشناس در ایستگاه Preservation تحقیق کند. بین ربات و رئیس امنیت ایستگاه، اینداه، نوعی آتش‌بس ناپایدار وجود دارد، و ربات موافقت کرده که در طول اقامتش در ایستگاه، هویت خود را پنهان نگه دارد و به سامانه‌های خصوصی نفوذ نکند.
بدون دسترسی به سامانه‌های امنیتی، ربات مجبور می‌شود با روش‌های کلاسیک تحقیق کار کند. او با کمک یک ربات در مهمان‌خانهٔ مسافر، محل اقامت قربانی را می‌یابد و از داده‌های آن برای شناسایی یک کشتی دچار مشکل که در ترمینال متصل شده استفاده می‌کند. با کمک راتی و گوراتین وارد آن کشتی می‌شود و صحنهٔ جنایت را کشف می‌کند. سپس مأمور می‌شود که تحقیقات را همراه با بازرس ویژه آیلن ادامه دهد.
آیلن و یک مقام از ادارهٔ بندر، کشتی مشکوکی را که پس از وقوع قتل در قرنطینه گیر افتاده شناسایی می‌کنند، اما درون آن به دام مهاجمان می‌افتند. خوشبختانه یک ربات ادارهٔ بندر به‌نام بالین در را باز نگه می‌دارد و ربات آدم‌کش آن‌ها را نجات می‌دهد و پنج متهم را بازداشت می‌کند. در بازجویی مشخص می‌شود که آن‌ها بخشی از یک مسیر پناهجویان هستند که بردگان را از سیاره‌ای معدنی خارج از قلمرو شرکت‌ها به‌نام BreharWallHan قاچاق می‌کنند. گروه اخیر قرار بوده با مسافر مقتول ملاقات کرده و به فرار خود ادامه دهند و احتمالاً هنوز در ایستگاه حضور دارند.
به‌دلیل کمک مؤثر در پرونده، اینداه به ربات اجازه می‌دهد به سامانهٔ امنیتی ایستگاه دسترسی پیدا کند. ربات متوجه می‌شود که پناهجویان وارد یکی از ماژول‌های انبار شده‌اند که تنها برای ۲۴ ساعت اکسیژن داشته است. همچنین تلاش می‌کند حفره‌ای امنیتی را پیدا کند، چراکه تصاویر دوربین‌ها واضحاً دست‌کاری شده‌اند، اما موفق نمی‌شود. پیش از آن‌که بیشتر تحقیق کند، ماژول در حالی یافت می‌شود که به کشتی دیگری متصل و در قرنطینه گیر افتاده است.
ربات، با استفاده از یک قایق نجات بادی از بخش قدیمی ایستگاه، به‌سوی ماژول می‌رود. پناهجویان مرددند، اما گروهی از کودکان و والدینشان را به ایستگاه بازمی‌گردانند. معلوم می‌شود که شکارچیان جایزه‌بگیر قصد دارند ماژول را به فضا پرتاب کرده و بقیهٔ پناهجویان را بکشند، پس ربات وارد کشتی آن‌ها می‌شود، آن‌ها را خلع سلاح می‌کند و امنیت ایستگاه باقی‌مانده‌ها را نجات می‌دهد.
ربات نگران است که شکارچیان یک SecUnit دیگر در اختیار داشته باشند، اما مشخص می‌شود که فردی انسان است که زره SecUnit به تن دارد.
پس از بازگشت به Preservation و این‌که نزدیک بود توسط جرثقیل ادارهٔ بندر له شود، ربات پی می‌برد که چه کسی به‌طور مخفیانه سامانهٔ امنیتی را هک می‌کرده است. او به دفتر ادارهٔ بندر بازمی‌گردد، انسان‌ها را تخلیه می‌کند و سراغ قاتل می‌رود: ربات ادارهٔ بندر، بالین، که در واقع یک CombatBot بوده و توسط مالکان BreharWallHan کنترل می‌شده است.
CombatBot با ربات آدم‌کش مبارزه می‌کند و هر دو به حلقهٔ مرکزی ایستگاه سقوط می‌کنند، جایی که ربات با ارتشی از ربات‌های غیرجنگی ایستگاه Preservation مواجه می‌شود — از جمله ربات مهمان‌خانه و یکی از ربات‌های ادارهٔ بندر. CombatBot، با آگاهی از این‌که نمی‌تواند در برابر یک SecUnit و آن‌همه متحد ایستادگی کند، خود را خاموش می‌کند. معما حل می‌شود، اینداه پیشنهاد پرداخت دستمزد به ربات را می‌دهد و پیشنهاد کارهای مشاوره‌ای آینده را نیز مطرح می‌کند. ربات می‌پذیرد — به شرطی که «خیلی عجیب» باشد.

### فروریختن سامانه(۲۰۲۳)
در ادامهٔ رویدادهای اثر شبکه، گروهی از کاوشگران شرکت Barish-Estranza، همراه با یگان‌های امنیتی خود (SecUnits)، وارد صحنه می‌شوند و درگیری‌هایی با ربات آدم‌کش، خدمهٔ ART و انسان‌های Preservation رخ می‌دهد. آن‌ها به‌طور مستقل با گروهی از استعمارگران جدایی‌طلب مواجه می‌شوند. این موضوع باعث می‌شود هر دو طرف — یکی برای منافع شرکتی، و دیگری برای حمایت از آزادی استعمارگران — وارد عمل شوند.
ربات آدم‌کش موفق می‌شود با سامانهٔ رایانه‌ای قدیمی کلونی تازه‌کشف‌شده ارتباط برقرار کند. تیم ربات تلاش می‌کند تا در تعامل با استعمارگران از برتری دیپلماتیک برخوردار شود و برای تأثیرگذاری بر افکار عمومی، رویدادی رسانه‌ای برگزار می‌کند. بعدتر مشخص می‌شود که گروه Barish-Estranza تحت رهبری ناظر لئونید (Supervisor Leonide) اداره می‌شود که پیش‌تر در اثر شبکه با او روبه‌رو شده بودیم.
درگیری‌های تاکتیکی آغاز می‌شود و مشخص می‌گردد که لئونید با نارضایتی و اختلاف‌نظر داخلی در گروه خود مواجه است، که در نهایت به تلاش برای ترور او می‌انجامد. پس از آن، لئونید تصمیم می‌گیرد به تیم ربات آدم‌کش کمک کند.
در طول داستان، ربات با رویدادی نامشخص که با <محرمانه‌شده> نشانه‌گذاری شده، درگیر است؛ این واقعه تمرکزش را بر عملکرد خود مختل می‌کند و روایت درونی‌اش را دچار اختلال کرده است. روشن می‌شود که پس از رویدادهای اثر شبکه، ربات دچار حالاتی مشابه حملات عصبی و توهم‌های ذهنی شده و به این درک رسیده که برای بهبودی از آسیب روانی، نیاز به درمان دارد.
در نهایت، با توجه به اطلاعاتی که تیم ربات آدم‌کش گردآوری کرده، شرکت Barish-Estranza ناچار می‌شود ادعاهای خود بر سیاره را رها کند. Preservation برای به‌دست آوردن حق مطالعهٔ آثار باستانی بیگانه وارد مذاکره می‌شود و گفت‌وگوهای میان جناح‌های مختلف استعمارگران ادامه می‌یابد. ربات آدم‌کش تصمیم می‌گیرد همراه با ART و خدمه‌اش به سفر ادامه دهد.

## داستان‌های کوتاه

### اجباری
داستان کوتاه «اجباری»، پیش از رویدادهای وضعیت قرمز اتفاق می‌افتد و در سال ۲۰۱۸ در مجلهٔ وایرد منتشر شد. این داستان به زندگی ربات آدم‌کش پس از هک کردن ماژول فرمان خود می‌پردازد. نسخه‌ای بلندتر از این داستان نیز در ۲۸ ژوئیهٔ ۲۰۲۳ توسط انتشارات Subterranean Press به‌صورت مستقل منتشر شده است.
در این داستان، SecUnit در مأموریتی پیش از آشنایی‌اش با تیم Preservation، با انسان‌هایی بی‌احساس و بی‌رحم مواجه می‌شود.

### خانه: زیستگاه، گستره، niche، قلمرو
داستان کوتاه دوم، «خانه: زیستگاه، گستره، niche، قلمرو»، که بین رویدادهای استراتژی خروج و داده‌سنجی فراری روی می‌دهد، در سال ۲۰۲۱ در Tor.com منتشر شد.
در این داستان، دکتر منسا با آسیبی که در نتیجهٔ ربوده شدن توسط شرکت گری‌کریس دیده، و اثراتی که این حادثه بر ربات آدم‌کش گذاشته، مواجه می‌شود.

## آثار مرتبط

### فرسودگی
داستان «فرسودگی» در دوران آغازین استعمار منظومهٔ خورشیدی توسط بشر و در ایستگاهی آموزشی در مدار مشتری رخ می‌دهد. این داستان در سال ۲۰۱۹ در مجموعهٔ داستانی «ما را به جایی بهتر ببرید» (Take Us to a Better Place: Stories) منتشر شد که توسط بنیاد Robert Wood Johnson Foundation دربارهٔ سلامت منتشر شده بود.
در این داستان، انسانی ارتقایافته به نام Greggy مرده در ایستگاه فضایی آموزشی نزدیک مشتری یافت می‌شود. مدیر ایستگاه، Jixy، بررسی می‌کند و درمی‌یابد Greggy به‌شکلی وحشیانه به قتل رسیده و چند قطعهٔ ارتقایی از بدنش دزدیده شده است. این داستان سرنخ‌هایی دربارهٔ منشأ یگان‌های امنیتی (SecUnits) و جامعهٔ لبهٔ شرکت‌ها ارائه می‌دهد.
هرچند این داستان به‌طور رسمی بخشی از مجموعهٔ خاطرات ربات آدم‌کش به‌شمار نمی‌رود، اما ربات آدم‌کش در استراتژی خروج به آن به‌عنوان مستندی اشاره می‌کند که تماشا کرده اما آن را بیش از حد غیرواقعی دانسته و جدی نگرفته است.

## بازخوردها
پابلیشرز ویکلی نوشت که ولز «به طرحی پرکشش و در عین حال آشنا، عمق می‌بخشد؛ آن را وسیله‌ای برای درگیر شدن SecUnit با انسانیتِ خود، که همواره انکارش می‌کند، می‌سازد.»
ورج نیز وضعیت قرمز را «داستانی نسبتاً ساده، اما سرگرم‌کننده» توصیف کرد و از جهان‌سازی (worldbuilding) ولز تحسین به عمل آورد.
جیمز نیکول در نقد خود اشاره کرد که داستان مبتنی بر «شرارت فرصت‌طلبانهٔ شرکت‌ها» است و تنها چیزی که باعث می‌شود این دنیا به‌طور کامل تاریک و افسرده‌کننده نباشد، شخصیت خود ربات آدم‌کش است.
وضعیت قرمز برندهٔ جایزه نبیولا برای بهترین رمان نیمه‌کوتاه در سال ۲۰۱۸، جایزه هوگو برای بهترین رمان نیمه‌کوتاه در همان سال، و همچنین جایزه الکس از سوی انجمن کتابخانه آمریکا شد. همچنین این اثر نامزد جایزه فیلیپ کی. دیک در سال ۲۰۱۷ نیز بود.
سه رمان نیمه‌کوتاه بعدی مجموعه، رأی کافی برای قرار گرفتن در فهرست نهایی جایزهٔ هوگو سال ۲۰۱۹ را به‌دست آوردند، اما مارتا ولز همهٔ نامزدی‌ها را رد کرد، به‌جز نامزدی برای بحران مصنوعی، که در نهایت برندهٔ جایزه شد.
اثر شبکه در سال ۲۰۲۱ برندهٔ جایزه نبیولا برای بهترین رمان، جایزه هوگو برای بهترین رمان و جایزه لوکاس برای بهترین رمان علمی-تخیلی شد.
مجموعهٔ خاطرات ربات آدم‌کش در سال ۲۰۲۱ برندهٔ جایزه هوگو برای بهترین مجموعه شد.
ولز در سال ۲۰۲۲ از نامزدی داده‌سنجی فراری برای هر دو جایزهٔ نبیولا و هوگو انصراف داد.

## اقتباس
در سال ۲۰۲۱، ولز اعلام کرد که یک اقتباس تلویزیونی احتمالی از مجموعهٔ ربات آدم‌کش در دست توسعه است و همچنین اظهار داشت که فیلمنامه را خوانده و «واقعاً هیجان‌زده» شده است.
در ۱۴ دسامبر ۲۰۲۳، اپل تی‌وی پلاس اعلام کرد که ساخت یک مجموعهٔ تلویزیونی بر اساس مجموعهٔ Murderbot را سفارش داده است. الکساندر اسکاشگورد قرار است نقش اصلی را بازی کند و تهیه‌کنندگی اجرایی آن را نیز برعهده داشته باشد. کریس وایتز و پال وایتز کارگردانی این مجموعه را انجام می‌دهند.
در فوریهٔ ۲۰۲۴، دیوید دستمالچیان به عنوان یکی از بازیگران اصلی به پروژه پیوست. در مارس همان سال، نوما دومزونی نیز به جمع بازیگران اضافه شد.
در مارس ۲۰۲۴، سابرینا وو، تاتیانا جونز، آکشی خانا (بازیگر بریتانیایی) و تامارا پودمسکی نیز به ترکیب بازیگران این مجموعه پیوستند.